# هيروكي
هيروكي (باليابانية: 前川紘毅) هو مغن مؤلف ياباني، ولد في 9 نوفمبر 1985 في سيتاغايا في اليابان.

## وصلات خارجية
- الموقع الرسمي
- هيروكي على موقع ميوزك برينز (الإنجليزية)